# Wilhelm Gottsreich Sigismund von Ormstein
Wilhelm Gottsreich Sigismund von Ormstein (phát âm: Vin-hem Gôt-rai[chơ] Zi-git-mun phôn Om-[xơ]tai) là một nhân vật trong loạt truyện Những cuộc phiêu lưu của Sherlock Holmes và bác sĩ Watson của tác giả Arthur Conan Doyle.

## Lịch sử
Nhân vật Wilhelm Gottsreich Sigismund von Ormstein xuất hiện lần đầu trong đoản thiên Tai tiếng Bohemia ấn hành tại London năm 1891, sau đó còn tái hiện trong ít nhất 3 đoản thiên và trung thiên nữa nhưng chỉ có vai trò phụ trợ nhân vật chính Sherlock Holmes và bác sĩ Watson.
Lai lịch
Theo hồ sơ cũng những tường thuật của cả Sherlock Holmes và bác sĩ Watson, Wilhelm Gottsreich Sigismund von Ormstein sinh khoảng năm 1860 tại một thương xá gần vương cung Praha, thuộc gia tộc von Ormstein danh giá có nguồn gốc từ sa hoàng Friedrich II của đế quốc Phổ.
Trước khi tức vị, Wilhelm von Ormstein được cha tấn phong đại công tước Kassel-Falstein (một đại công quốc hư cấu ở Schlesien), rồi trữ quân Böhmen. Ông kế ngôi chỉ ba hôm sau khi cha mất.
Diện mạo
Hình dung Wilhelm Gottsreich Sigismund von Ormstein được Arthur Conan Doyle phác họa dưới nhãn quan của ba nhân vật chính:
- Theo suy luận của Sherlock Holmes, Wilhelm von Ormstein chừng ba chục tuổi, có chiều cao lí tưởng là 2 mét, tướng mạo bệ vệ dễ gây liên tưởng tới Herakles. Vành môi dày, hàm bạnh, cùng vầng trán cao và nước da trắng nhợt, chứng tỏ một con người kiên quyết tới mức ương ngạnh. Phát âm Đức vùng Eger rất nặng cho thấy một nhân vật ít có sự giao thiệp với bên ngoài.
- Theo quan sát của bác sĩ Watson, dáng đi cố ý ưỡn ngực của Wilhelm von Ormstein để tích cực giấu đi một tai nạn săn bắn khiến chân ông bị tật phải đi vòng kiềng.
- Còn theo lời bà Hudson, Wilhelm von Ormstein là con người rất khó chịu về lối khu xử, đồng thời ánh mắt lộ rõ sự ngờ nghệch của những người thường nấp sau sự giàu sang.

Trong một số thiên truyện khác, Arthur Conan Doyle nêu thêm rằng, Wilhelm von Ormstein thuộc hình mẫu phổ biến trong tính cách các nhân vật giới quyền quý có huyết thống hoàng đế Đức đương thời.

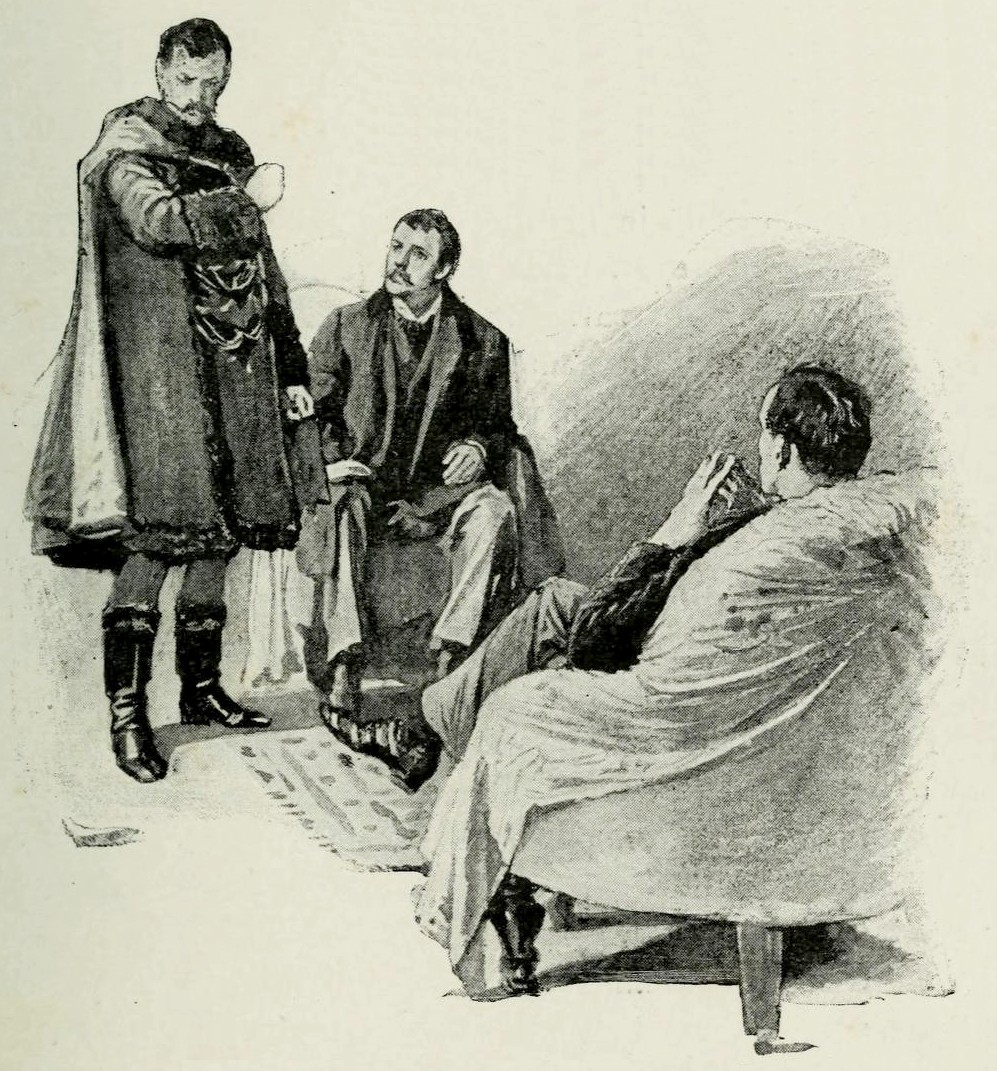
Phải, tôi là vua. Nào có phải tôi muốn giấu các ông làm gì đâu ?
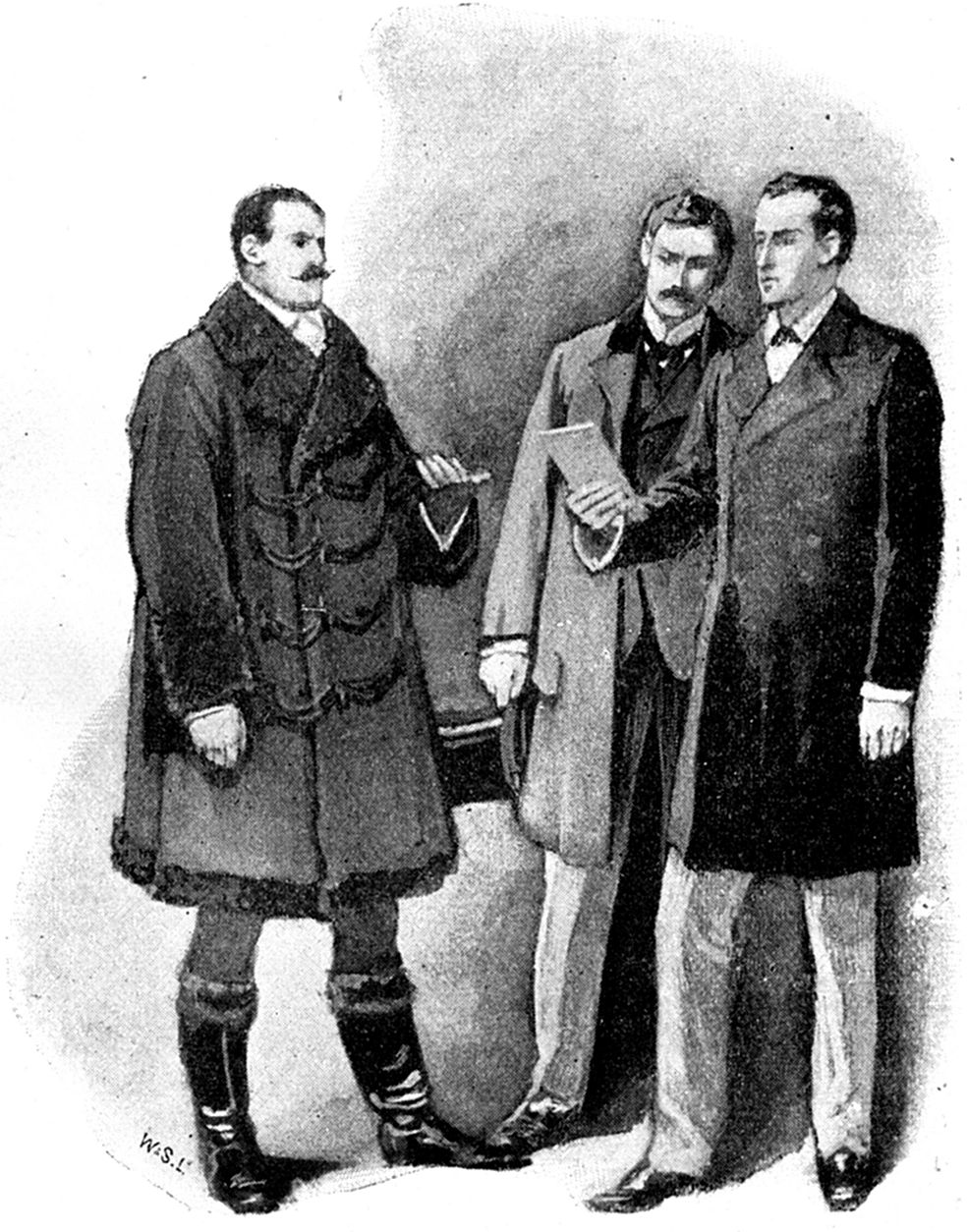
Đấy, ả dọa gửi ảnh cho nhà vợ tôi. Phải nói rằng, ả có khuôn gương của người phụ nữ diễm tuyệt nhất nhưng lại mang tài trí của người trượng phu cương cường nhất.
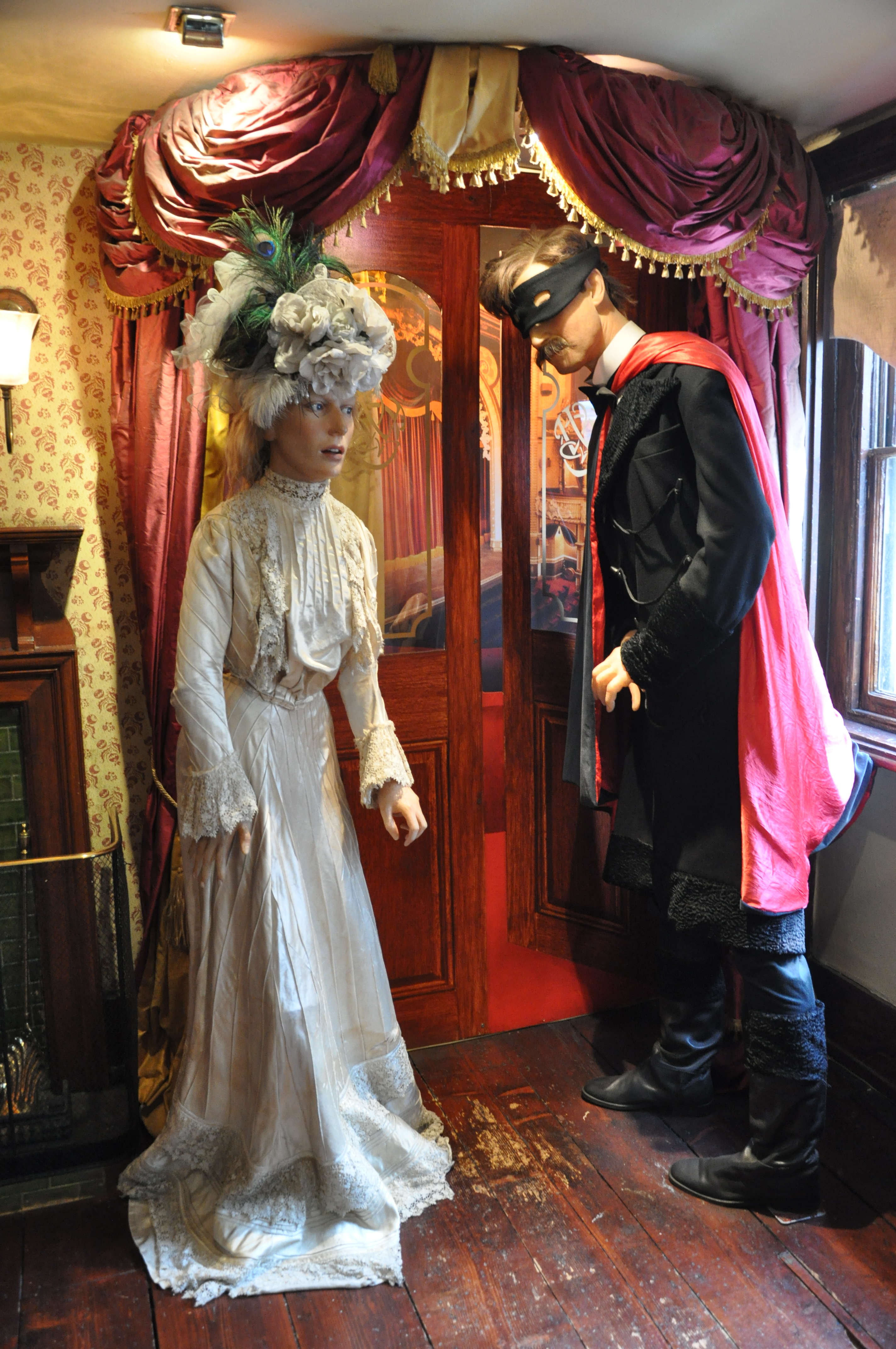
Chân dung mộc ngẫu tại bảo tàng Sherlock Holmes (221B phố Baker).
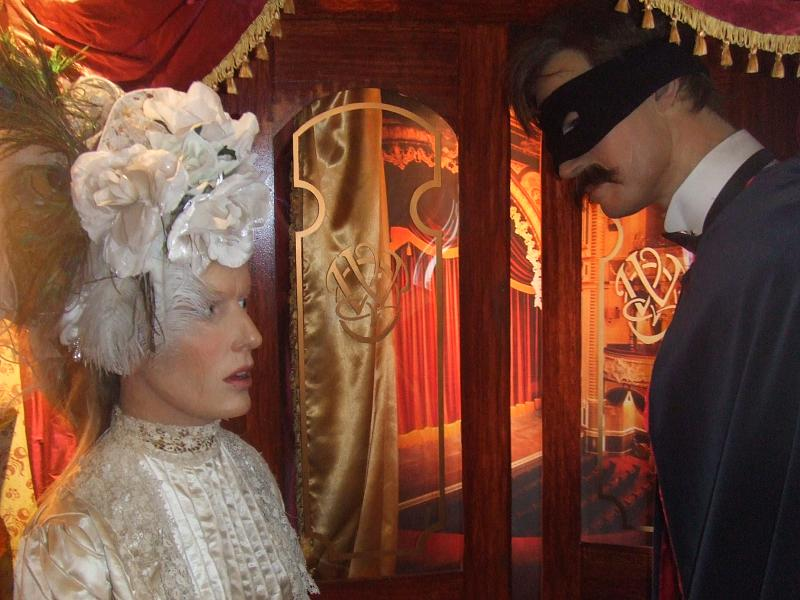
Chân dung tại...
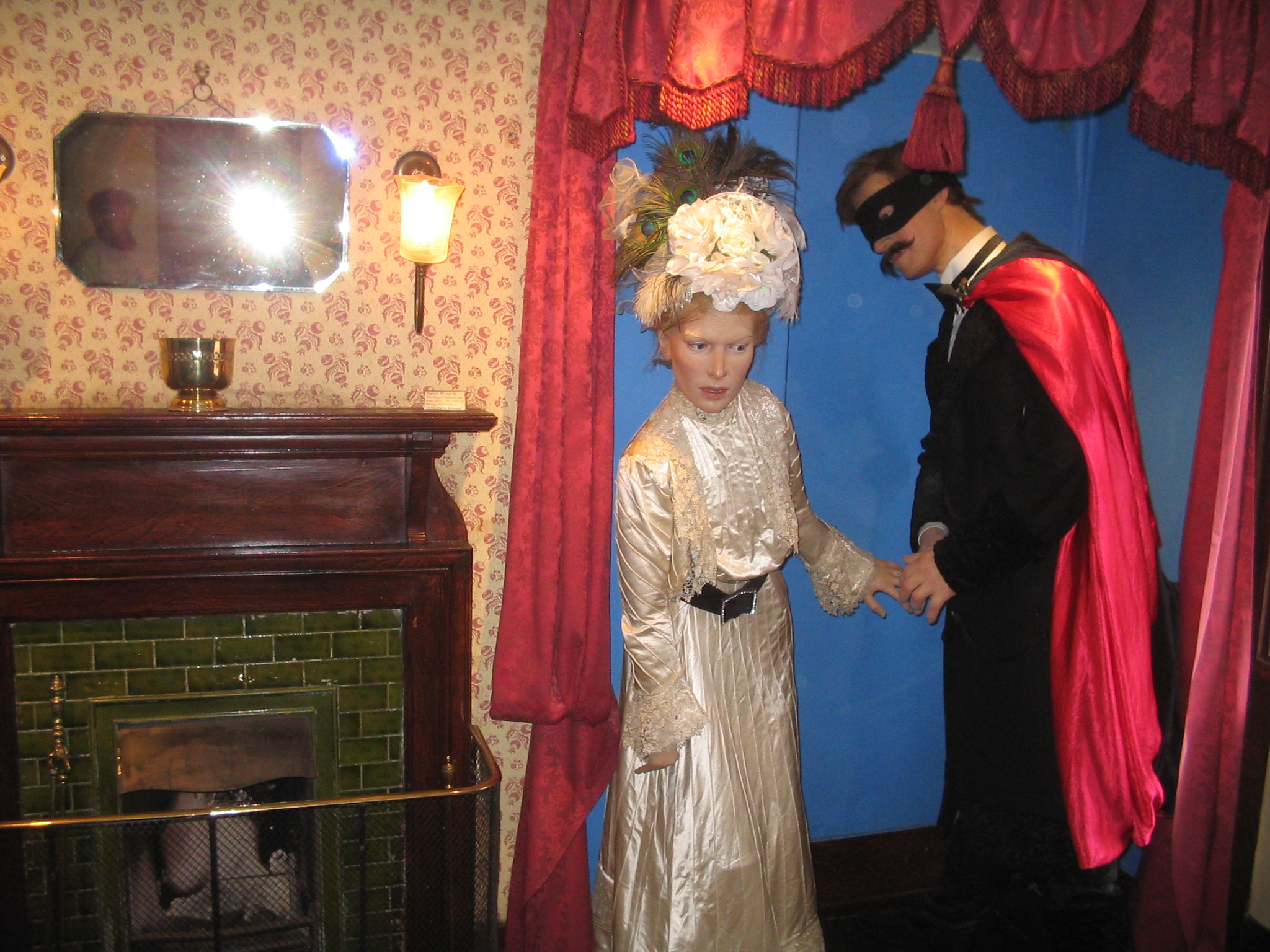
... bảo tàng Sherlock Holmes.

## Hành trạng

### Nguyên tác
Thông qua người truyền tin, Wilhelm von Ormstein gửi một bức thư mơ hồ cho Sherlock Holmes nhằm ám chỉ rằng trong vòng 1 tháng nữa sẽ làm phiền ông. Thứ giấy biên thư được Sherlock Holmes khám phá ra là thuộc hãng EgPGt (Eger-Papier-Gesellschaft) thường được các nhà quyền quý Böhmen ưa dùng.
Wilhelm von Ormstein viếng Sherlock Holmes và bác sĩ Watson dưới cái ngụy danh Bá tước von Kramm, đeo mặt nạ sân khấu và bận trang phục thợ săn đặc trưng miền Schlesien.
Theo yêu cầu của Wilhelm von Ormstein, Sherlock Holmes và bác sĩ Watson phải ít nhất là vô hiệu hóa vụ khủng bố của nữ ca sĩ giải nghệ Irene Adler nhằm phá mối liên hôn của chính von Ormstein với công nữ Klothilde Lothman von Sachsen-Meiningen - lệnh ái thứ hai của quốc vương Scandinavia (tức liên minh Thụy Điển và Na Uy). Ả toan dùng bức ảnh chụp chung thuở mặn nồng với Wilhelm von Ormstein hòng tiến hành một mưu đồ chính trị rất bất lợi với sự tồn vong của triều đại Ormstein.
Để thực hiện trót lọt phi vụ này, Wilhelm von Ormstein chấp nhận đặt cọc khoản tiền 300 bảng vàng cùng 700 bảng giấy cho Sherlock Holmes, đồng thời tuyên bố sẵn sàng ban thưởng danh hiệu bá tước hoặc công tước xứ Brka (hư cấu) cho cả Sherlock Holmes và bác sĩ Watson. Thế nghĩa là, ông nhượng hẳn một tỉnh Böhmen chỉ để đổi lấy một tấm ảnh tưởng như tầm thường.
Sự kiện này theo hồi tưởng của bác sĩ Watson là vô tiền khoáng hậu trong đời trinh thám của Sherlock Holmes. Tuy nhiên, sự thảm bại "vì một phút yếu lòng" đã khiến Holmes áy náy suốt đời. Về sau, Holmes giữ hộp thuốc hít, xu vàng cùng tấm ảnh có bút tích đề tặng của Wilhelm von Ormstein (To Mister Sherlock Homes, Esquire) làm kỉ vật về "người phụ nữ ấy".

### Chuyển thể
Trong các vở kịch xà phòng thập niên 1960-70, nhân vật Wilhelm von Ormstein cung cấp cho Sherlock Holmes danh sách dài phổ hệ nhà Hohenzollern để chứng minh mình có họ hàng với Holmes thông qua bà ngoại Holmes là em gái họa sĩ Horace Vernet.
Còn theo phiên bản truyền hình Sherlock Holmes năm 2001, Wilhelm von Ormstein muốn ém nhẹm vụ tai tiếng Böhmen để có cơ hội kế ngôi hoàng đế hư cấu Wilhelm Friedrich von Hohenzollern của Phổ. Các tình tiết về Klothilde Lothman trong truyện được chuyển sang một án kiện khác không liên đới trực tiếp tới nhân vật von Ormstein nữa.

## Ảnh hưởng
Hình tượng Wilhelm Gottsreich Sigismund von Ormstein thường xuất hiện trong các vở kịch, phim điện ảnh và truyền hình dựng lại Những cuộc phiêu lưu của Sherlock Holmes và bác sĩ Watson.
Nhân vật này cũng hiện diện trong xuất phẩm Star Trek, tựu trung hay được nhận định là hình mẫu nhân vật chính trị độc đáo nhất trong nghiệp sáng tác của Arthur Conan Doyle.

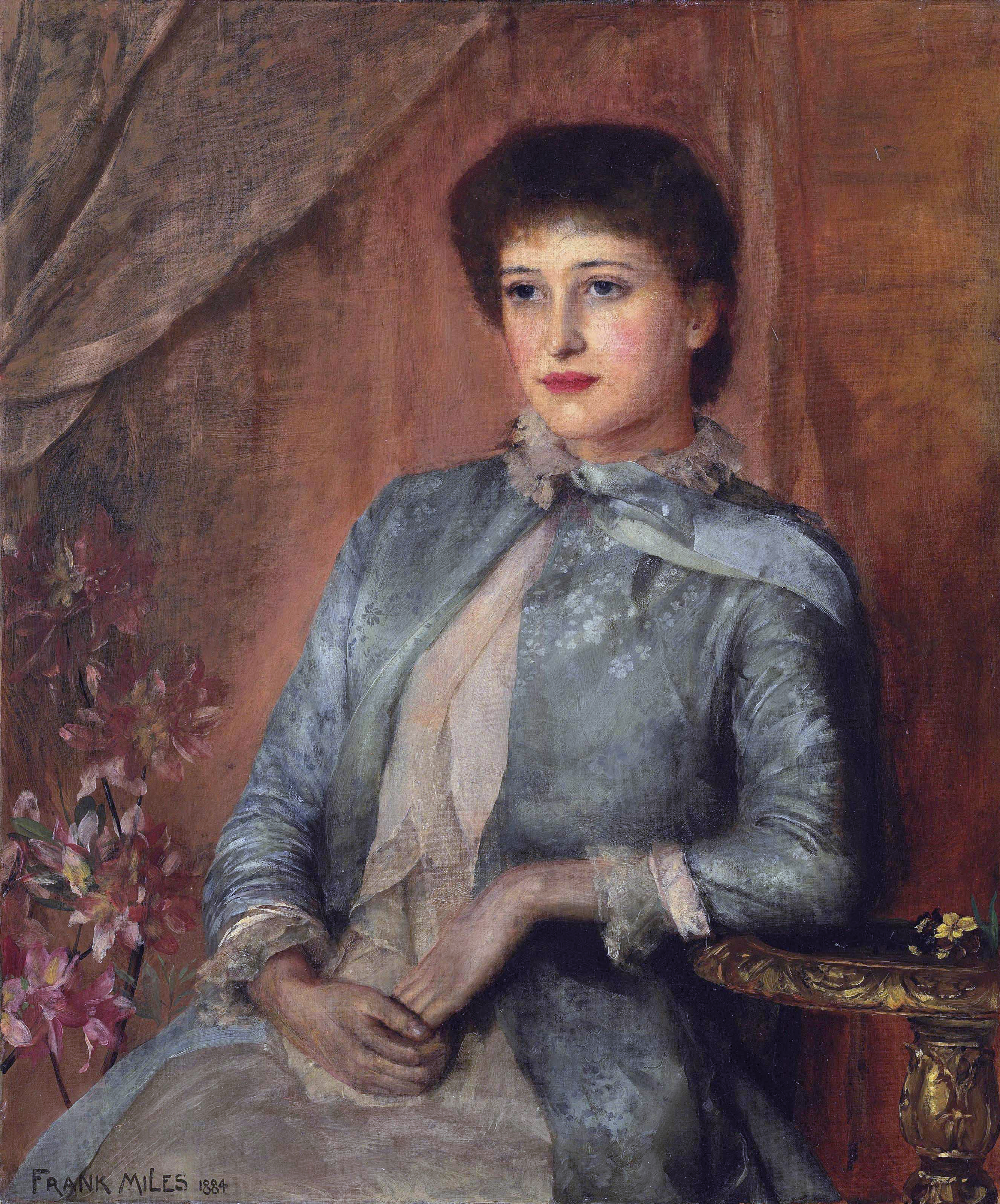
Nữ tài tử Lillie Langtry được biết là nguyên mẫu để Arthur Conan Doyle kiến tạo hình tượng Irene Adler.
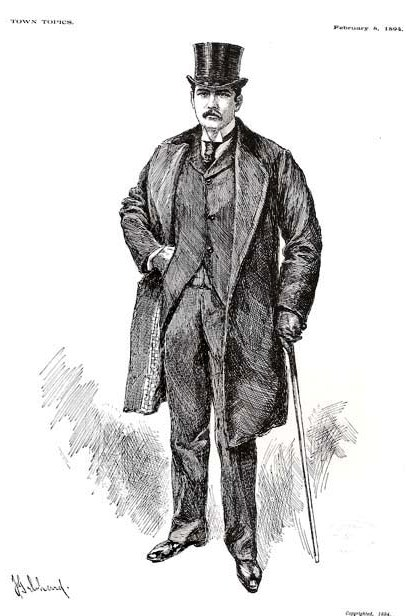
Doanh gia Frederick Gebhard - tình nhân của Lillie Langtry - thường được giới văn nghệ mượn làm nguyên mẫu nhân vật Wilhelm von Ormstein.
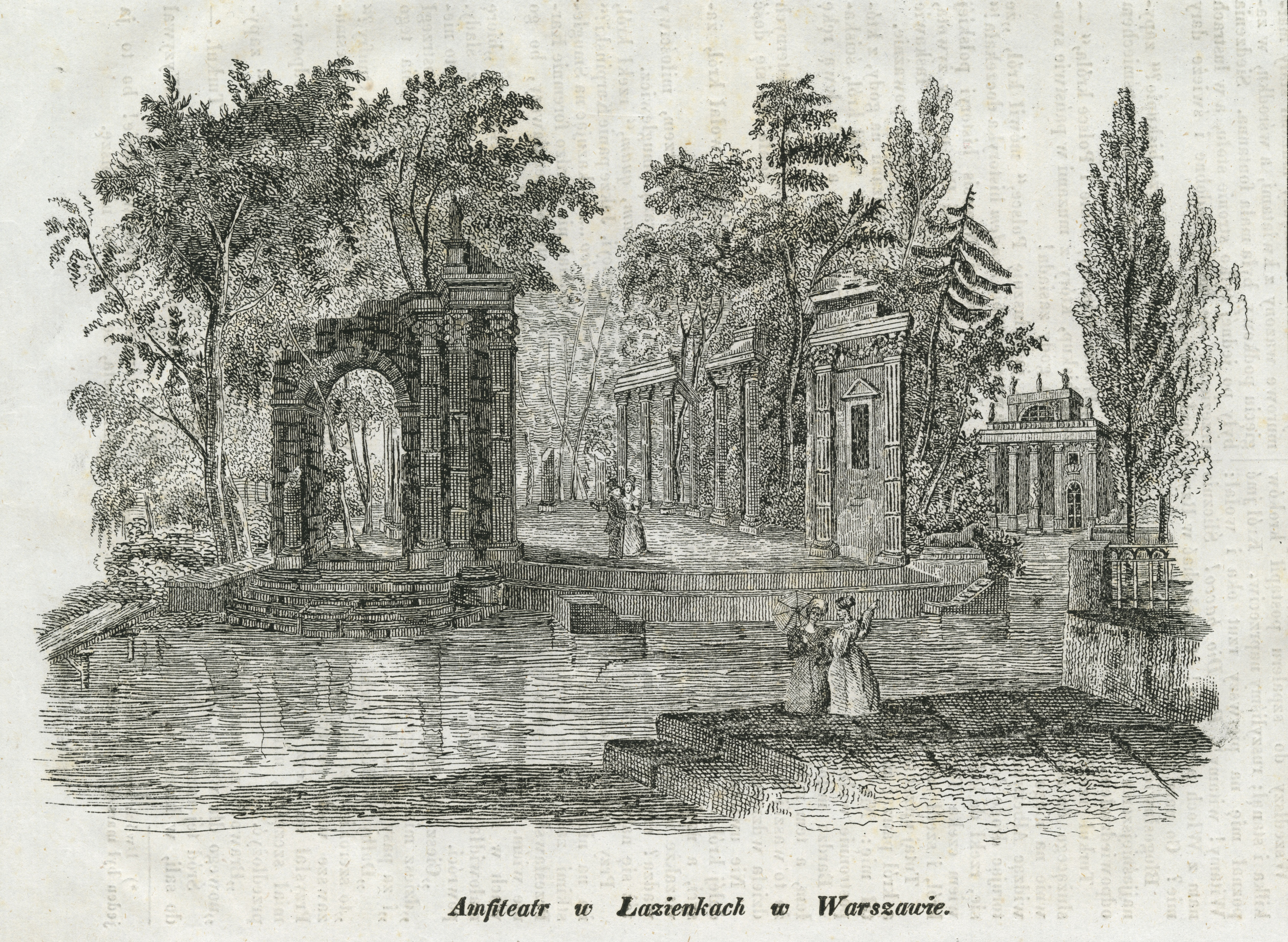
Wilhelm von Ormstein gặp Irene Adler lần đầu tại dạ hội tưởng tượng trong khuôn viên Łazienki, nơi Adler phụ diễn một bản sonata. Wilhelm mời Irene nhảy một điệu walzer mà không biết mình sa bẫy của ả.